# 博茲克爾

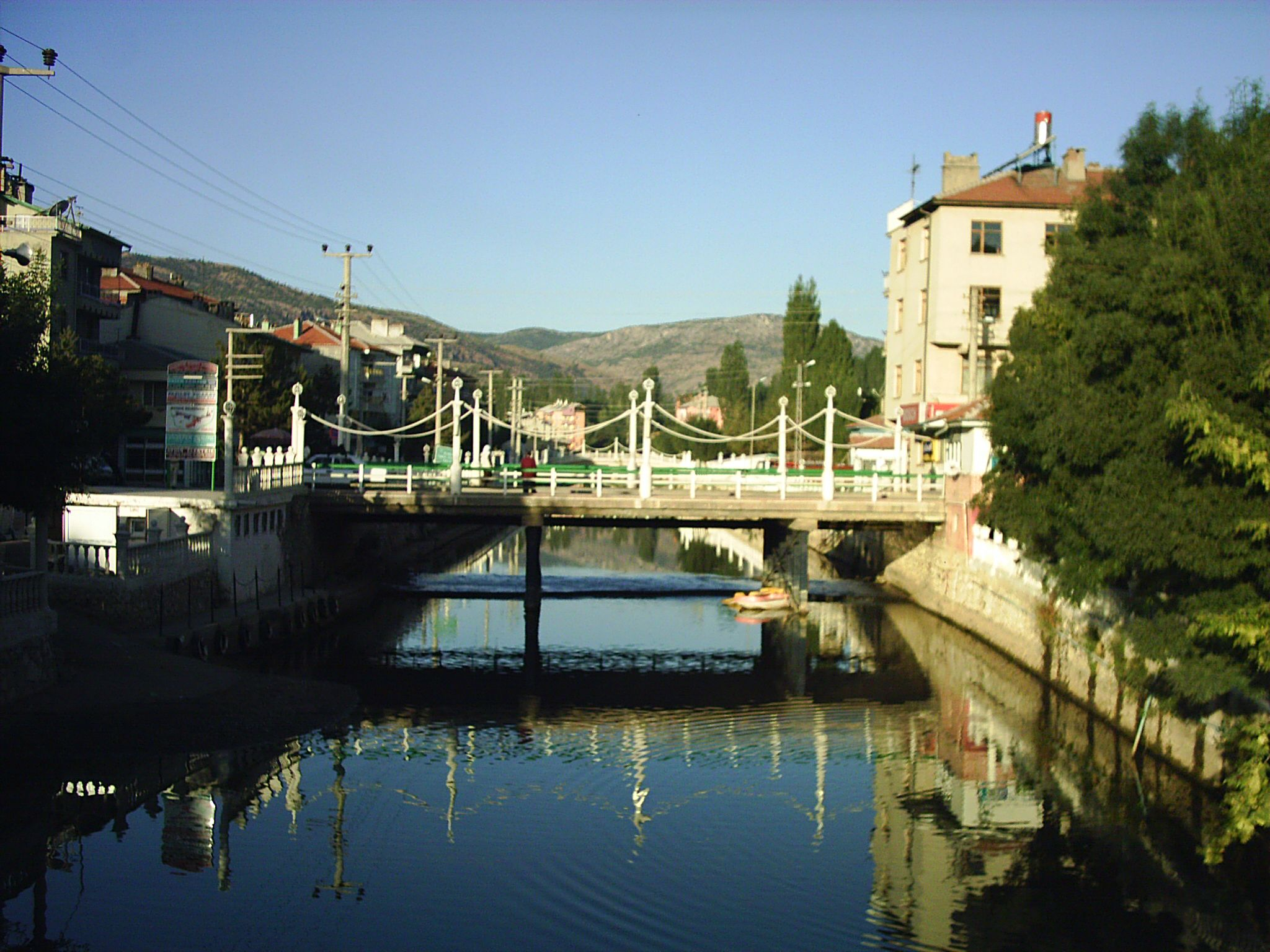

博茲克爾是土耳其的城鎮，由科尼亞省負責管轄，位於該國南部，面積1,489平方公里，海拔高度1,119米，每年平均降雨量約650毫米，2011年人口7,343。
37°11′16″N 32°14′53″E / 37.18778°N 32.24806°E